# Фердинанд фон Золмс-Браунфелс (1832–1872)
Фердинанд Фридрих Вилхелм Мария Бернхард Ернст Георг Ойген Лудвиг Карл Йоханес фон Золмс-Браунфелс (на немски: Ferdinand Friedrich Wilhelm Maria Bernhard Ernst Georg Eugen Ludwig Karl Johannes Prinz zu Solms-Braunfels; * 15 май 1832, Мюлхайм на Рейн; † 5 януари 1872, Пау, Южна Франция) е принц от род Золмс-Браунфелс.

## Биография
Той е най-големият син на пруския генерал принц Вилхелм фон Золмс-Браунфелс (1801 – 1868) и съпругата му графиня Мария Анна Кински фон Вхиниц-Тетау (1809 – 1892), дъщеря на граф Франц де Паула Йозеф Кински фон Вхиниц-Тетау (1784 – 1823) и графиня Тереза фон Врбна-Фройдентал (1789 – 1874).Т Роднина е на принц Фридрих Пруски (1794 – 1863) и на крал Георг V фон Хановер (1819 – 1878). Баща му е племенник на пруския крал Фридрих Вилхелм II.
Фердинанд фон Золмс-Браунфелс умира на 39 години неженен на 5 януари 1872 г. в Пау в Южна Франция и е погребан в манастир Алтенберг.